# Melanargia walleseri
Melanargia walleseri är en fjärilsart som beskrevs av Wagener 1959 . Melanargia walleseri ingår i släktet Melanargia och familjen praktfjärilar. Inga underarter finns listade i Catalogue of Life.